# Ma Cao
Ma Cao hay Macau (tiếng Trung: 澳門; Hán-Việt: Áo Môn, tiếng Bồ Đào Nha: Macau), tên chính thức là Đặc khu hành chính Ma Cao thuộc Cộng hòa Nhân dân Trung Hoa, là một trong hai đặc khu hành chính của nước Cộng hoà Nhân dân Trung Hoa cùng với Hồng Kông. Ma Cao nằm ở đồng bằng châu thổ Châu Giang, giáp với thành phố Châu Hải của tỉnh Quảng Đông ở phía tây và phía bắc đồng thời hướng tầm nhìn ra Biển Đông ở phía đông và phía nam. Đây là khu vực có mật độ dân số cao nhất trên thế giới.
Trong lịch sử, các thương nhân người Bồ Đào Nha lần đầu tiên đến định cư tại Ma Cao trong thập niên 1550. Năm 1557, triều đình Nhà Minh đã cho Bồ Đào Nha thuê Ma Cao để làm cảng giao thương. Từ đó, người Bồ Đào Nha bắt đầu quản lý thành phố song đô thị này vẫn nằm trong phạm vi chủ quyền của Trung Quốc. Bồ Đào Nha trả tiền thuê hàng năm và quản lý lãnh thổ thuộc chủ quyền của Trung Quốc cho đến năm 1887, khi họ giành được quyền thuộc địa vĩnh viễn ở Trung Quốc qua Hiệp ước Bắc Kinh của Bồ Đào Nha. Kể từ sau Chiến tranh Nha phiến lần thứ nhất (1839 - 1842), Ma Cao trở thành thuộc địa của Đế quốc Bồ Đào Nha và nằm dưới sự quản lý, cải cách của quốc gia này từ giữa thế kỷ XVI cho đến năm 1999, Ma Cao cũng là tô giới cuối cùng của người châu Âu tại Trung Quốc. Nhà nước Bồ Đào Nha hiện đại đã chính thức chuyển giao chủ quyền đối với Ma Cao về lại cho Trung Quốc vào ngày 20 tháng 12 năm 1999. Tuyên bố chung Trung-Bồ và Luật cơ bản Ma Cao quy định rằng Ma Cao được phép duy trì các quyền tự trị cao độ ít nhất là cho đến năm 2049, tức 50 năm kể từ sau ngày chuyển giao.
Ma Cao là một khu vực hành chính đặc biệt của Trung Quốc, nơi duy trì các hệ thống quản lý và kinh tế riêng biệt với các hệ thống của Trung Quốc đại lục theo nguyên tắc "một quốc gia, hai hệ thống". Sự pha trộn độc đáo giữa kiến trúc Bồ Đào Nha và Trung Quốc trong trung tâm lịch sử của thành phố đã dẫn đến việc nó được ghi vào Danh sách Di sản Thế giới của UNESCO vào năm 2005.
Theo chính sách "một quốc gia, hai chế độ", Quốc vụ viện Cộng hòa Nhân dân Trung Hoa chịu trách nhiệm về các vấn đề quốc phòng và ngoại giao của vùng lãnh thổ, trong khi Ma Cao duy trì hệ thống riêng biệt của mình trên các lĩnh vực luật pháp, giáo dục, lực lượng cảnh sát, tiền tệ, hải quan, nhập cư, hộ chiếu... Ma Cao tham gia nhiều tổ chức và sự kiện quốc tế không yêu cầu các thành viên phải là các quốc gia có chủ quyền.
Ban đầu là một tập hợp dân cư thưa thớt của các hòn đảo ven biển, Ma Cao, thường được gọi là "Las Vegas của phương Đông", đã trở thành một thành phố nghỉ mát lớn và là điểm đến hàng đầu cho du lịch cờ bạc, với ngành công nghiệp cờ bạc lớn gấp bảy lần của Las Vegas. Thành phố có thu nhập bình quân đầu người cao nhất thế giới, và GDP bình quân đầu người tính theo sức mua tương đương là một trong những thành phố cao nhất thế giới. Lãnh thổ được đô thị hóa cao với 2/3 tổng diện tích đất được xây dựng trên đất khai hoang từ biển.
Theo The World Factbook của CIA, năm 2012, Ma Cao xếp thứ 2 toàn cầu về bình quân tuổi thọ. Ngoài ra, Ma Cao còn là một trong số ít khu vực tại châu Á có Chỉ số phát triển con người (HDI) đạt mức rất cao. Người dân Ma Cao có mức thu nhập bình quân đầu người cao hàng đầu trên thế giới, Ma Cao được Quỹ Tiền tệ Quốc tế (IMF) xếp loại là 1 vùng lãnh thổ có nền kinh tế phát triển, hoạt động kinh tế của Ma Cao phụ thuộc nhiều vào thương mại, dịch vụ, kinh doanh sòng bài và du lịch, ngoài ra nơi này cũng phát triển một số ngành sản xuất nhỏ.

## Tên gọi
Trước khi có khu dân cư của người Bồ Đào Nha vào giữa thế kỷ XVI, Ma Cao được biết đến với các tên gọi Hào Kính (濠鏡) hay Kính Hải (鏡海). Tên gọi Macau có nguồn gốc từ miếu Ma Các (tiếng Trung: 媽閣廟; bính âm: Māgé Miào; Việt bính: Maa1 Gok3 Miu6), một công trình được xây dựng vào năm 1448 để thờ Ma Tổ – nữ thần của thuyền viên và ngư dân. Người ta nói rằng khi các thủy thủ Bồ Đào Nha đổ bộ lên bờ biển ngay bên ngoài miếu và hỏi tên của địa điểm này, những người bản địa đã trả lời là "媽閣" (Hán-Việt: Ma Các; bính âm: Māgé; Việt bính: Maa1 Gok3). Cách đánh vần tiếng Bồ Đào Nha sớm nhất là Amaquão. Nhiều biến thể đã được sử dụng cho đến khi Amacão/Amacao và Macão/Macao trở nên phổ biến trong thế kỷ 17. Sau đó, người Bồ Đào Nha đặt tên cho bán đảo là "Macau". Cải cách năm 1911 của chính tả Bồ Đào Nha đã chuẩn hóa cách viết Ma Cao. Tuy nhiên, việc sử dụng tên gọi Macao vẫn còn thông dụng trong tiếng Anh và các ngôn ngữ châu Âu khác.
Bán đảo Ma Cao có nhiều tên trong tiếng Trung Quốc, bao gồm Jing'ao (井 澳 / 鏡 澳), Haojing (濠 鏡) và Haojing'ao (濠 鏡 澳). Các đảo Đãng Tể, Lộ Hoàn và Chu Hải được gọi chung là Shizimen (十字 門). Những cái tên này sau này trở thành Áo Môn (澳門), Oumún trong tiếng Quảng Đông và được dịch là "cửa vịnh" hoặc "cửa cảng", để chỉ toàn bộ lãnh thổ.

## Lịch sử

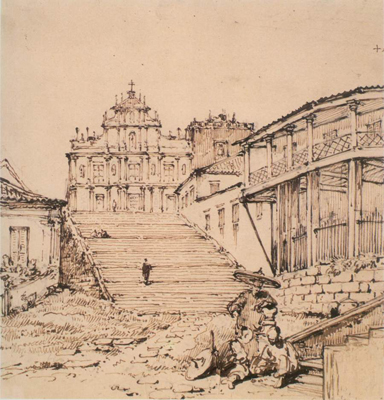
Nhà thờ Lớn Thánh Phaolô, hình của George Chinnery (1774–1852). Nhà thờ này được xây năm 1602 và bị hỏa hoạn phả hủy vào năm 1835. Chỉ có mặt bằng đá ở phía nam là còn lại đến nay.

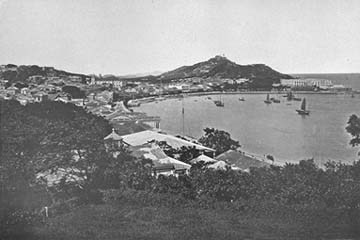
Ma Cao khoảng năm 1870

Lịch sử Ma Cao có thể truy nguyên từ thời nhà Tần (221–206 TCN), khi đó khu vực nay là Ma Cao nằm dưới quyền quản lý của Phiên Ngung thuộc Nam Hải quận. Các cư dân được ghi chép đầu tiên là những người đến tị nạn tại Ma Cao trước cuộc xâm lược Nam Tống của người Mông Cổ. Dưới thời Nhà Minh (1368–1644), có những ngư dân nhập cư đến Ma Cao từ Quảng Đông và Phúc Kiến.

Hiệu kỳ của chính phủ Ma Cao thuộc Bồ Đào Nha (1976–1999)

Ma Cao đã chỉ phát triển thành một khu vực dân cư lớn khi người Bồ Đào Nha đến vào thế kỷ XVI vào thời Nhà Minh. Năm 1513, Jorge Álvares trở thành người Bồ Đào Nha đầu tiên đặt chân đến Trung Quốc. Năm 1535, Nhà Minh cho phép các thương nhân Bồ Đào Nha có được quyền neo tàu ở các bến cảng của Ma Cao và thực hiện hoạt động giao thương, mặc dù không có quyền ở trên bờ. Khoảng 1552–1553, họ giành được sự cho phép tạm thời để lưu trữ hàng hóa trên kho được dựng trên bờ, mục đích là để hàng hóa được khô ráo; họ nhanh chóng xây dựng các ngôi nhà thô sơ bằng đá quanh khu vực mà nay được gọi là Nam Loan. Năm 1557, người Bồ Đào Nha thành lập một khu dân cư lâu dài tại Ma Cao, trả 500 lạng bạc mỗi năm tiền thuê đất cho triều đình Nhà Minh. Người Bồ Đào Nha tiếp tục trả tiền thuê hàng năm cho đến năm 1863 để được quyền ở tại Ma Cao.
Năm 1564, Bồ Đào Nha là nước chế ngự giao thương giữa phương Tây với Ấn Độ, Nhật Bản và Trung Quốc. Tuy nhiên, niềm kiêu hãnh của họ đã bị giội một gáo nước lạnh khi chứng kiến sự thờ ơ của người Trung Hoa đối với họ. Năm 1631, người Trung Hoa hạn chế người Bồ Đào Nha giao thương tại Trung Quốc đến cảng Ma Cao.
Trong thế kỷ XVII, có khoảng 5.000 nô lệ sinh sống tại Ma Cao, cùng với họ là 2.000 người Bồ Đào Nha và 20.000 người Hán.
Do ngày càng có nhiều người Bồ Đào Nha đến định cư ở Ma Cao để tham gia hoạt động thương mại, họ có nhu cầu về tự quản; song điều này không thể đạt được cho đến thập niên 1840. Năm 1576, Giáo hoàng Grêgôriô XIII đã thành lập Giáo phận Ma Cao. Năm 1583, người Bồ Đào Nha tại Ma Cao được cho phép thành lập một viện nguyên lão để xử lý các vấn đề khác nhau liên quan đến những hoạt động xã hội và kinh tế của họ dưới sự giám sát chặt chẽ của chính quyền Trung Quốc, song điều này không có nghĩa là chuyển giao chủ quyền.
Ma Cao trở thành một thương cảng thịnh vương, song cùng với đó, nơi này đã trở thành mục tiêu chinh phục của người Hà Lan trong thế kỷ 17, song các cuộc tấn công lặp di lặp lại này đều thất bại. Ngày 24 tháng 6 năm 1622, người Hà Lan tấn công Ma Cao với hy vọng biến nơi đây thành vùng đất do họ sở hữu, sử gọi là trận Ma Cao. Người Bồ Đào Nha đã đẩy lui cuộc tấn công này và người Hà Lan từ đó không bao giờ cố gắng chinh phục Ma Cao lần nữa. Phần lớn những người bảo vệ Ma Cao khi đó là nô lệ châu Phi, và chỉ có một vài binh sĩ và linh mục người Bồ Đào Nha. Thuyền trưởng Kornelis Reyerszoon là chỉ huy của 800 tinh binh xâm lược người Hà Lan. Tổng đốc Hà Lan Jan Coen đã nói sau khi bị đánh bại rằng "Các nô lệ của Bồ Đào Nha tại Ma Cao phục vụ họ rất tốt và trung thành, rằng đó là những người đã đánh bại và đuổi người của ta đi vào năm ngoái", và "Người của ta nhìn thấy rất ít người Bồ Đào Nha" trong trận chiến.
Sau Chiến tranh Nha phiến (1839–1842), Bồ Đào Nha chiếm đóng hai đảo Đãng Tử và Lộ Hoàn tương ứng vào các năm 1851 và 1864. Ngày 1 tháng 12 năm 1887, triều đình Nhà Thanh và chính phủ Bồ Đào Nha đã ký kết Điều ước Hòa hảo và Thông thương Trung-Bồ, theo đó Trung Quốc nhượng quyền "chiếm giữ và cai trị vĩnh viễn Ma Cao cho Bồ Đào Nha" tuân theo các bản tuyên bố của Nghị định thư Lisboa. Bồ Đào Nha sẽ có nghĩa vụ "không bao giờ chuyển nhượng Ma Cao khi không có thỏa thuận trước với Trung Quốc", do đó đảm bảo rằng đàm phán giữa Bồ Đào Nha và Pháp (đối với khả năng đổi Ma Cao và Guinea thuộc Bồ Đào Nha với Congo thuộc Pháp) hoặc với các quốc gia khác sẽ không tiến triển – vì vậy mà các lợi ích thương mại của Anh Quốc được bảo đảm; Ma Cao chính thức trở thành một lãnh thổ dưới quyền cai trị của Bồ Đào Nha.
Năm 1928, chính quyền Trung Hoa Dân Quốc của Quốc Dân đảng đã thông báo chính thức cho Bồ Đào Nha rằng họ hủy bỏ Điều ước Hòa hảo và Thông thương; Hai bên ký kết một điều ước Hữu nghị và Thông thương Trung-Bồ mới để thay thế điều ước bị bãi bỏ. Ngoại trừ một vài quy định liên quan đến nguyên tắc thuế quan và các vấn đề liên quan đến thương mại, điều ước mới không làm thay đổi chủ quyền của Ma Cao và quyền cai trị của Bồ Đào Nha tại Ma Cao vẫn không thay đổi.
Trong Chiến tranh thế giới thứ hai, không giống như trường hợp của Timor thuộc Bồ Đào Nha khi bị Nhật Bản chiếm đóng cùng với Timor thuộc Hà Lan vào năm 1942, người Nhật tôn trọng tính trung lập của Bồ Đào Nha tại Ma Cao. Như vậy, Ma Cao đã có một thời gian ngắn ngủi đạt được thịnh vượng về kinh tế khi là cảng trung lập duy nhất ở Nam Trung Quốc, sau khi Nhật Bản chiếm Quảng Châu và Hồng Kông. Tháng 8 năm 1943, quân Nhật bắt giữ tàu Sian của Anh tại Ma Cao và giết chết khoảng 20 lính bảo vệ. Trong tháng tiếp theo, họ yêu cầu thiết lập chế độ "cố vấn" Nhật để thay thế chiếm đóng quân sự. Kết quả là Ma Cao trở thành vùng bảo hộ ảo của người Nhật.
Khi phát hiện ra việc Ma Cao trung lập đang có kế hoạch bán nhiên liệu hàng không cho Nhật Bản, chiến đấu cơ Hoa Kỳ từ USS Enterprise đã ném bom và bắn phá nhà chứa máy bay của Trung tâm Hàng không Hải quân vào ngày 16 tháng 1 năm 1945 để triệt phá nguyên liệu. Hoa Kỳ cũng tiến hành không kích vào các mục tiêu ở Ma Cao vào các ngày 25 tháng 2 và 11 tháng 6 năm 1945. Sau khi chính phủ Bồ Đào Nha kháng nghị, vào năm 1950, Hoa Kỳ đã trả 20.255.952 Đô la Mỹ cho chính phủ Bồ Đào Nha. Sự thống trị của Nhật Bản kết thúc vào tháng 8 năm 1945 với việc họ đầu hàng.
Sau khi Cộng hòa Nhân dân Trung Hoa thành lập vào năm 1949, chính phủ Bắc Kinh tuyên bố Điều ước Hữu nghị và Thông thương Trung-Bồ là một "điều ước bất bình đẳng" do ngoại quốc áp đặt đối với Trung Quốc. Tuy nhiên, chính quyền Bắc Kinh đã không sẵn sàng để giải quyết, và duy trì "nguyên trạng" cho đến một thời gian thích hợp hơn.
Dưới ảnh hưởng của Cách mạng Văn hóa tại Trung Quốc đại lục và tâm trạng bất mãn rộng rãi với chính phủ Bồ Đào Nha, các cuộc bạo động đã nổ ra ở Ma Cao vào năm 1966. Nghiêm trọng nhất là "sự kiện 3 tháng 12", với 6 người bị giết và hơn 200 người bị thương. Ngày 28 tháng 1 năm 1967, chính phủ Bồ Đào Nha đã đưa ra một lời xin lỗi chính thức.
Ngay sau khi chế độ độc tài tại Bồ Đào Nha bị lật đổ vào năm 1974 tại Lisboa, chính phủ mới của Bồ Đào Nha đã xác định rằng nước này sẽ từ bỏ toàn bộ các thuộc địa hải ngoại của mình. Năm 1976, chính phủ Lisboa tái định nghĩa Ma Cao là một "lãnh thổ Trung Quốc nằm dưới sự quản lý của Bồ Đào Nha" và trao cho Ma Cao quyền tự trị ở mức độ lớn về hành chính, tài chính và kinh tế. Ba năm sau, Bồ Đào Nha và Trung Quốc đồng thuận xem Ma Cao là "một lãnh thổ Trung Quốc nằm dưới sự quản lý (tạm thời) của Bồ Đào Nha". Chính quyền Trung Quốc và Bồ Đào Nha khởi đầu đàm phán về vấn đề Ma Cao vào tháng 6 năm 1986. Hai bên ký kết Tuyên bố chung Trung-Bồ vào năm sau, theo đó Ma Cao sẽ trở thành một đặc khu hành chính của Trung Quốc. Chính phủ Trung Quốc chính thức tiếp nhận chủ quyền đối với Ma Cao vào ngày 20 tháng 12 năm 1999. Từ sau khi trở về với Trung Quốc, kinh tế Ma Cao tiếp tục thịnh vượng với sự tăng trưởng liên tục của du lịch từ Trung Quốc đại lục và xây mới các casino.

## Địa lý
Ma Cao nằm cách 60 kilômét (37 mi) về phía tây nam của Hồng Kông và cách Quảng Châu 145 kilômét (90 mi). Ma Cao có 41 kilômét (25 mi) đường bờ biển, song chỉ có 310 mét (1.000 ft) ranh giới trên bộ với Quảng Đông. Ma Cao gồm bán đảo Ma Cao cùng hai đảo Đãng Tử (Taipa) và Lộ Hoàn (Coloane), song hai đảo này ngày nay đã được nối với nhau thông qua một vùng đất lấn biển được gọi là Lộ Đãng Thành (Cotai). Bán đảo Ma Cao được thành hình từ cửa sông của Châu Giang ở phía đông và Tây Giang ở phía tây. Ma Cao giáp với đặc khu kinh tế Chu Hải tại Trung Quốc đại lục. Cửa khẩu chính giữa Ma Cao và phần còn lại của Trung Quốc là Portas do Cerco (Quan Áp) ở phía Ma Cao, và cửa khẩu Củng Bắc bên phía Chu Hải.
Bán đảo Ma Cao nguyên cũng là một hòn đảo, song về sau đã xuất hiện dải cát nối với lục địa và nó dần phát triển thành một eo đất hẹp, biến Ma Cao thành một bán đảo. Hoạt động cải tạo đất trong thế kỷ XVII đã biến Ma Cao thành một bán đảo với địa hình bằng phẳng, mặc dù vùng đất ban đầu vẫn có rất nhiều đồi dốc. Điệp Thạch Đường Sơn (疊石塘山)/Alto de Coloane là điểm cao nhất tại Ma Cao, với cao độ 170,6 mét (559,7 ft). Với mật độ đô thị hóa dày đặc, Ma Cao không có đất canh tác, đồng cỏ, rừng hay đất rừng.

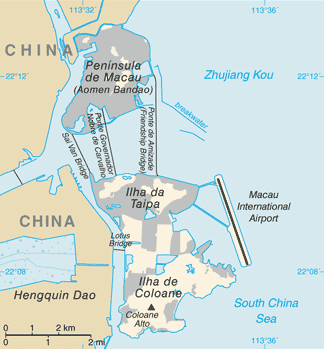
Bản đồ Ma Cao, thể hiện bán đảo Ma Cao, Đãng Tử (Taipa) và Lộ Hoàn (Coloane).
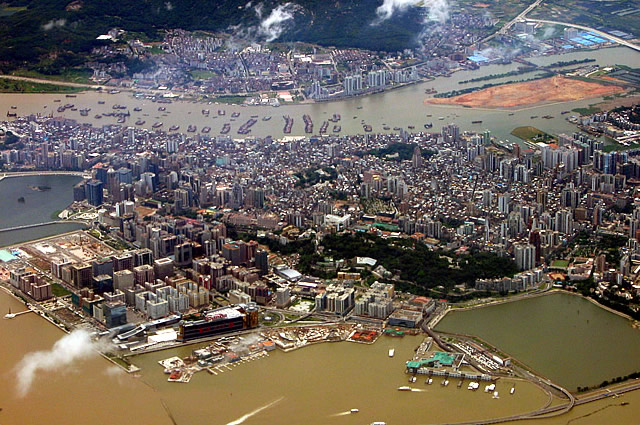
Bán đảo Ma Cao.
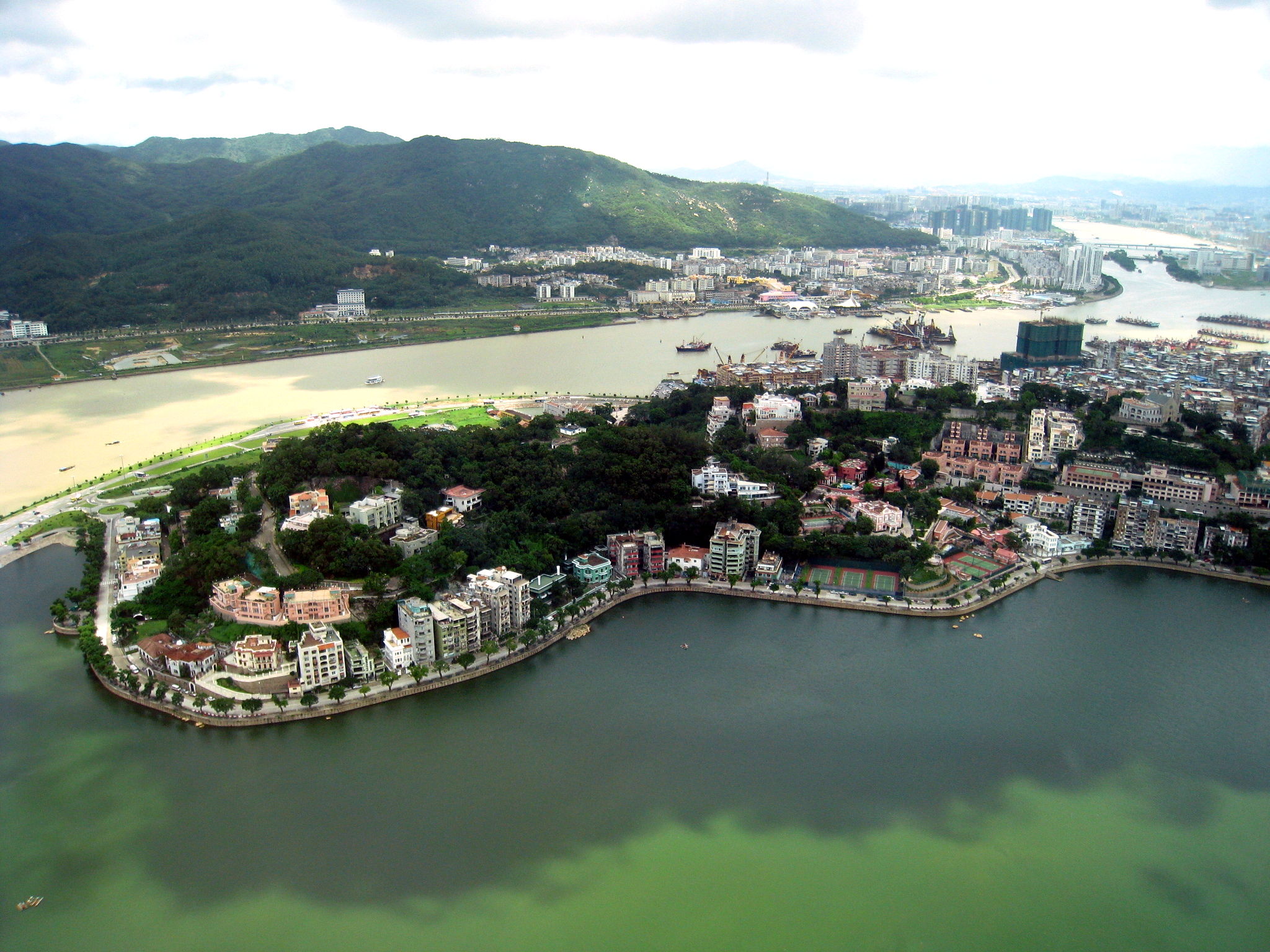
Cảnh quan Tây Vọng Dương Sơn tại Ma Cao.
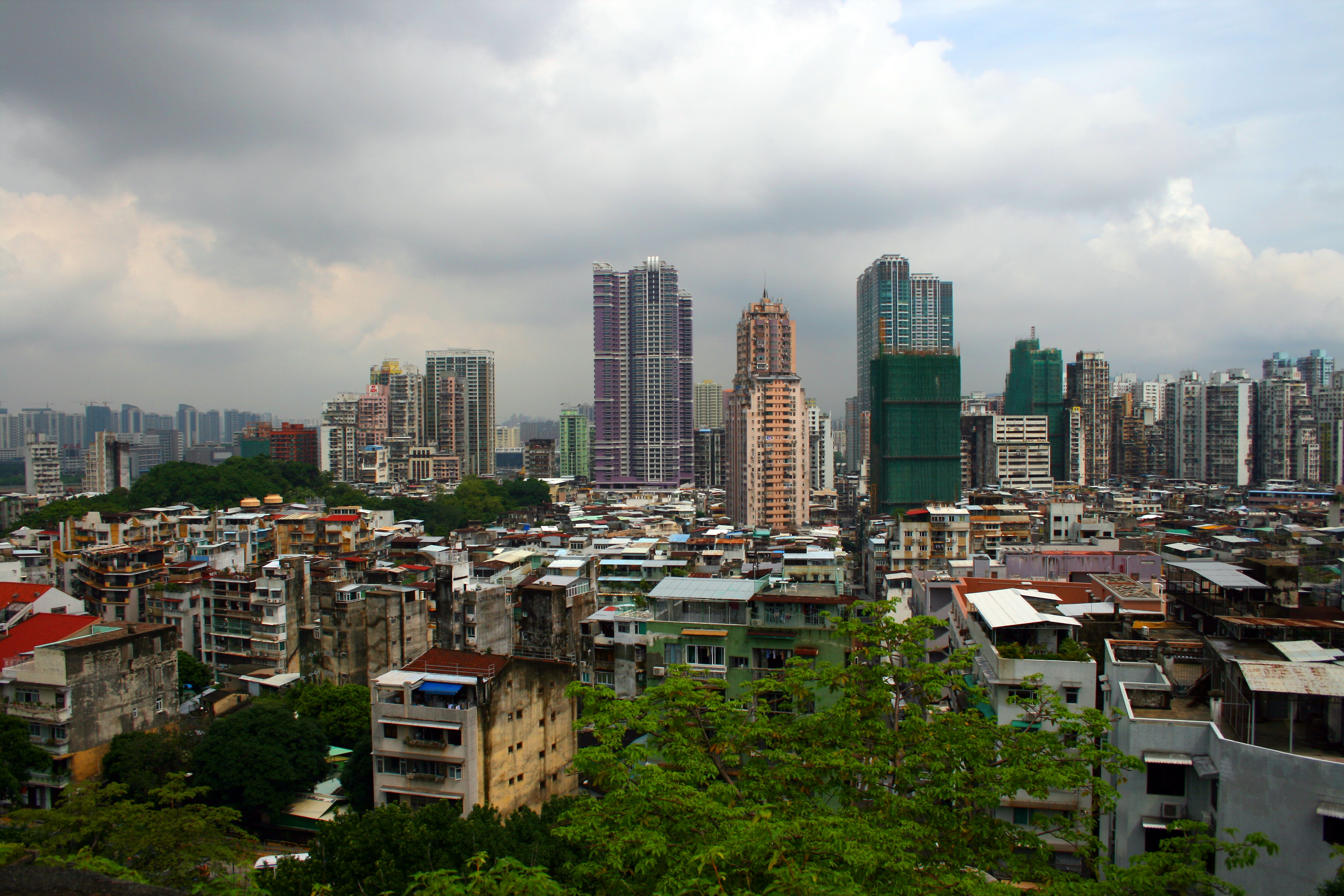
Quang cảnh nhìn từ Bảo tàng Ma Cao.

### Khí hậu
Ma Cao có một khí hậu cận nhiệt đới ẩm (Köppen Cwa), với ẩm độ tương đối trung bình từ 75% đến 90%. Tương tự như phần lớn miền Nam Trung Quốc, khí hậu Ma Cao thay đổi theo mùa do ảnh hưởng từ gió mùa, và sự khác biệt của nhiệt độ và ẩm độ giữa mùa hè và mùa đông là đáng chú ý, mặc dù không phải là lớn nhất tại Trung Quốc. Nhiệt độ trung bình tại Ma Cao là 22,7 °C (72,9 °F). Tháng bảy là tháng nóng nhất với nhiệt độ trung bình là 28,9 °C (84,0 °F). Tháng mát nhất là tháng giêng với nhiệt độ trung bình là 14,5 °C (58,1 °F).
Nằm trên bờ biển phía nam Trung Quốc, Ma Cao có lượng mưa phong phú, với lượng mưa trung bình năm là 2.120 milimét (83 in). Tuy nhiên, mùa đông chủ yếu là khô hanh do ảnh hưởng từ áp cao Siberi. Mùa thu ở Ma Cao kéo dài từ tháng 10 đến tháng 11, có thời tiết nắng và ấm với ẩm độ thấp. Mùa đông kéo dài từ tháng 12 đến đầu tháng 3 với thời tiết thường ôn hòa và hầu hết thời gian nhiệt độ ở mức trên 13 °C, mặc dù đôi lúc cũng có thể xuống dưới 8 °C. Ẩm độ bắt đầu tăng lên từ cuối tháng 3. Mùa hè có thời tiết từ rất ấm đến nóng và thường lên mức trên 30 °C vào ban ngày. Theo sau thời tiết nóng nực là các cơn mưa lớn, dông và thi thoảng là bão nhiệt đới.
| Dữ liệu khí hậu của Ma Cao (1981–2010)             | Dữ liệu khí hậu của Ma Cao (1981–2010) | Dữ liệu khí hậu của Ma Cao (1981–2010) | Dữ liệu khí hậu của Ma Cao (1981–2010) | Dữ liệu khí hậu của Ma Cao (1981–2010) | Dữ liệu khí hậu của Ma Cao (1981–2010) | Dữ liệu khí hậu của Ma Cao (1981–2010) | Dữ liệu khí hậu của Ma Cao (1981–2010) | Dữ liệu khí hậu của Ma Cao (1981–2010) | Dữ liệu khí hậu của Ma Cao (1981–2010) | Dữ liệu khí hậu của Ma Cao (1981–2010) | Dữ liệu khí hậu của Ma Cao (1981–2010) | Dữ liệu khí hậu của Ma Cao (1981–2010) | Dữ liệu khí hậu của Ma Cao (1981–2010) |
| Tháng                                              | 1                                      | 2                                      | 3                                      | 4                                      | 5                                      | 6                                      | 7                                      | 8                                      | 9                                      | 10                                     | 11                                     | 12                                     | Năm                                    |
| -------------------------------------------------- | -------------------------------------- | -------------------------------------- | -------------------------------------- | -------------------------------------- | -------------------------------------- | -------------------------------------- | -------------------------------------- | -------------------------------------- | -------------------------------------- | -------------------------------------- | -------------------------------------- | -------------------------------------- | -------------------------------------- |
| Cao kỉ lục °C (°F)                                 | 29.1 (84.4)                            | 30.2 (86.4)                            | 31.5 (88.7)                            | 35.3 (95.5)                            | 37.5 (99.5)                            | 36.9 (98.4)                            | 38.9 (102.0)                           | 38.5 (101.3)                           | 38.1 (100.6)                           | 36.0 (96.8)                            | 34.2 (93.6)                            | 30.0 (86.0)                            | 38.9 (102.0)                           |
| Trung bình ngày tối đa °C (°F)                     | 18.2 (64.8)                            | 18.5 (65.3)                            | 21.0 (69.8)                            | 24.7 (76.5)                            | 28.4 (83.1)                            | 30.3 (86.5)                            | 31.6 (88.9)                            | 31.5 (88.7)                            | 30.4 (86.7)                            | 28.1 (82.6)                            | 24.1 (75.4)                            | 20.1 (68.2)                            | 25.6 (78.1)                            |
| Trung bình ngày °C (°F)                            | 15.1 (59.2)                            | 15.8 (60.4)                            | 18.3 (64.9)                            | 22.1 (71.8)                            | 25.6 (78.1)                            | 27.6 (81.7)                            | 28.6 (83.5)                            | 28.4 (83.1)                            | 27.4 (81.3)                            | 25.0 (77.0)                            | 20.9 (69.6)                            | 16.8 (62.2)                            | 22.6 (72.7)                            |
| Tối thiểu trung bình ngày °C (°F)                  | 12.5 (54.5)                            | 13.6 (56.5)                            | 16.2 (61.2)                            | 20.2 (68.4)                            | 23.6 (74.5)                            | 25.6 (78.1)                            | 26.2 (79.2)                            | 26.1 (79.0)                            | 25.1 (77.2)                            | 22.6 (72.7)                            | 18.3 (64.9)                            | 14.0 (57.2)                            | 20.3 (68.5)                            |
| Thấp kỉ lục °C (°F)                                | −1.8 (28.8)                            | 0.4 (32.7)                             | 3.2 (37.8)                             | 8.5 (47.3)                             | 13.8 (56.8)                            | 18.5 (65.3)                            | 19.3 (66.7)                            | 19.0 (66.2)                            | 13.2 (55.8)                            | 9.5 (49.1)                             | 5.0 (41.0)                             | 0.0 (32.0)                             | −1.8 (28.8)                            |
| Lượng Giáng thủy trung bình mm (inches)            | 26.5 (1.04)                            | 59.5 (2.34)                            | 89.3 (3.52)                            | 195.2 (7.69)                           | 311.1 (12.25)                          | 363.8 (14.32)                          | 297.4 (11.71)                          | 343.1 (13.51)                          | 219.5 (8.64)                           | 79.0 (3.11)                            | 43.7 (1.72)                            | 30.2 (1.19)                            | 2.058,1 (81.03)                        |
| Số ngày giáng thủy trung bình                      | 5.5                                    | 9.9                                    | 11.7                                   | 12.0                                   | 13.9                                   | 17.7                                   | 16.0                                   | 16.0                                   | 12.3                                   | 6.1                                    | 4.6                                    | 4.5                                    | 130.2                                  |
| Độ ẩm tương đối trung bình (%)                     | 73.8                                   | 81.0                                   | 84.5                                   | 86.1                                   | 84.4                                   | 84.0                                   | 81.8                                   | 81.4                                   | 77.9                                   | 72.4                                   | 70.2                                   | 68.5                                   | 78.8                                   |
| Số giờ nắng trung bình tháng                       | 127.4                                  | 79.4                                   | 71.5                                   | 85.3                                   | 136.4                                  | 155.3                                  | 223.2                                  | 195.4                                  | 176.5                                  | 192.3                                  | 172.2                                  | 159.1                                  | 1.773,9                                |
| Nguồn: Macao Meteorological and Geophysical Bureau |                                        |                                        |                                        |                                        |                                        |                                        |                                        |                                        |                                        |                                        |                                        |                                        |                                        |

## Chính quyền và chính trị

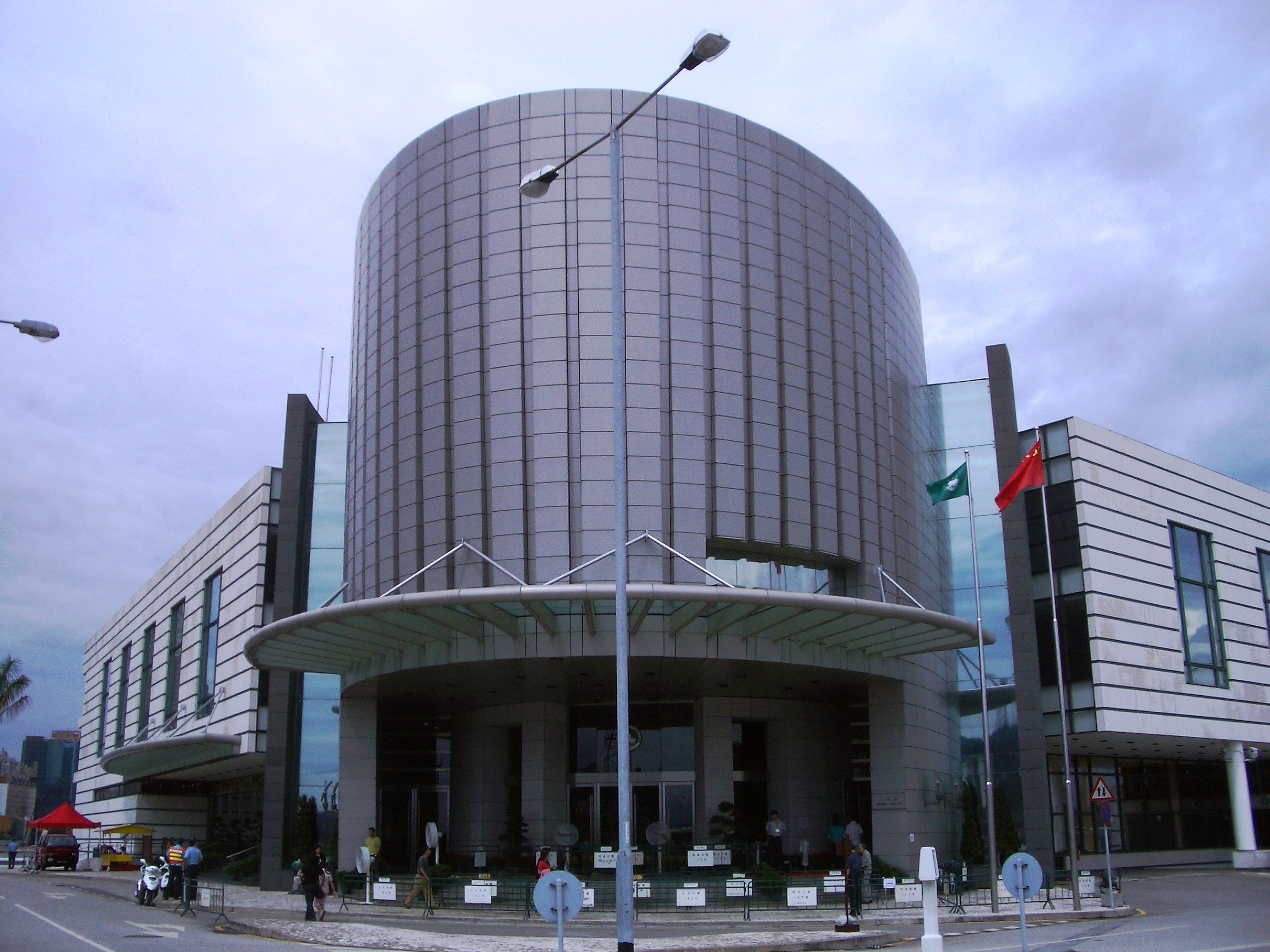
Trụ sở Hội đồng Lập pháp Ma Cao

Ma Cao là một đặc khu hành chính của Trung Quốc, được chính phủ trung ương phân quyền hành pháp, lập pháp và tư pháp. Tuyên bố chung Trung - Bồ Đào Nha xác định Trung Quốc sẽ duy trì chế độ kinh tế, chính trị thời thuộc địa của Ma Cao sau khi chuyển giao trong thời hạn ít nhất 50 năm. Theo nguyên tắc "một quốc gia, hai chế độ", Luật Cơ bản Ma Cao là tiểu hiến pháp của Ma Cao. Chế độ chính trị của Ma Cao có nhiều điểm giống với Hồng Kông vì quá trình đàm phán chuyển giao Ma Cao được tiến hành sau khi đã có thỏa thuận chuyển giao Hồng kông.
Chính quyền Ma Cao được chia thành ba nhánh:
- Hành pháp: Đặc khu trưởng có nhiệm vụ thi hành luật của Ma Cao,[55] có thể yêu cầu Hội đồng Lập pháp xem xét lại dự luật[56] và bổ nhiệm thành viên Hội đồng Hành chính, một phần Hội đồng Lập pháp và các quan chức chính.[55] Thông qua Hội đồng Hành chính, Đặc khu trưởng có quyền trình dự luật trước Hội đồng Lập pháp, ban hành văn bản pháp quy[57] và giải tán Hội đồng Lập pháp.[58]
- Lập pháp: Hội đồng Lập pháp là cơ quan lập pháp đơn viện, có nhiệm vụ làm luật, phê chuẩn ngân sách và có thể bãi nhiệm Đặc khu trưởng.[59]
- Tư pháp: Tòa án Chung thẩm và các tòa án cấp dưới có nhiệm vụ giải thích luật và hủy bỏ luật trái với Luật Cơ bản Ma Cao.[60] Thẩm phán do Đặc khu trưởng bổ nhiệm theo đề nghị của một ủy ban tuyển chọn thẩm phán.[61]

### Phân cấp hành chính

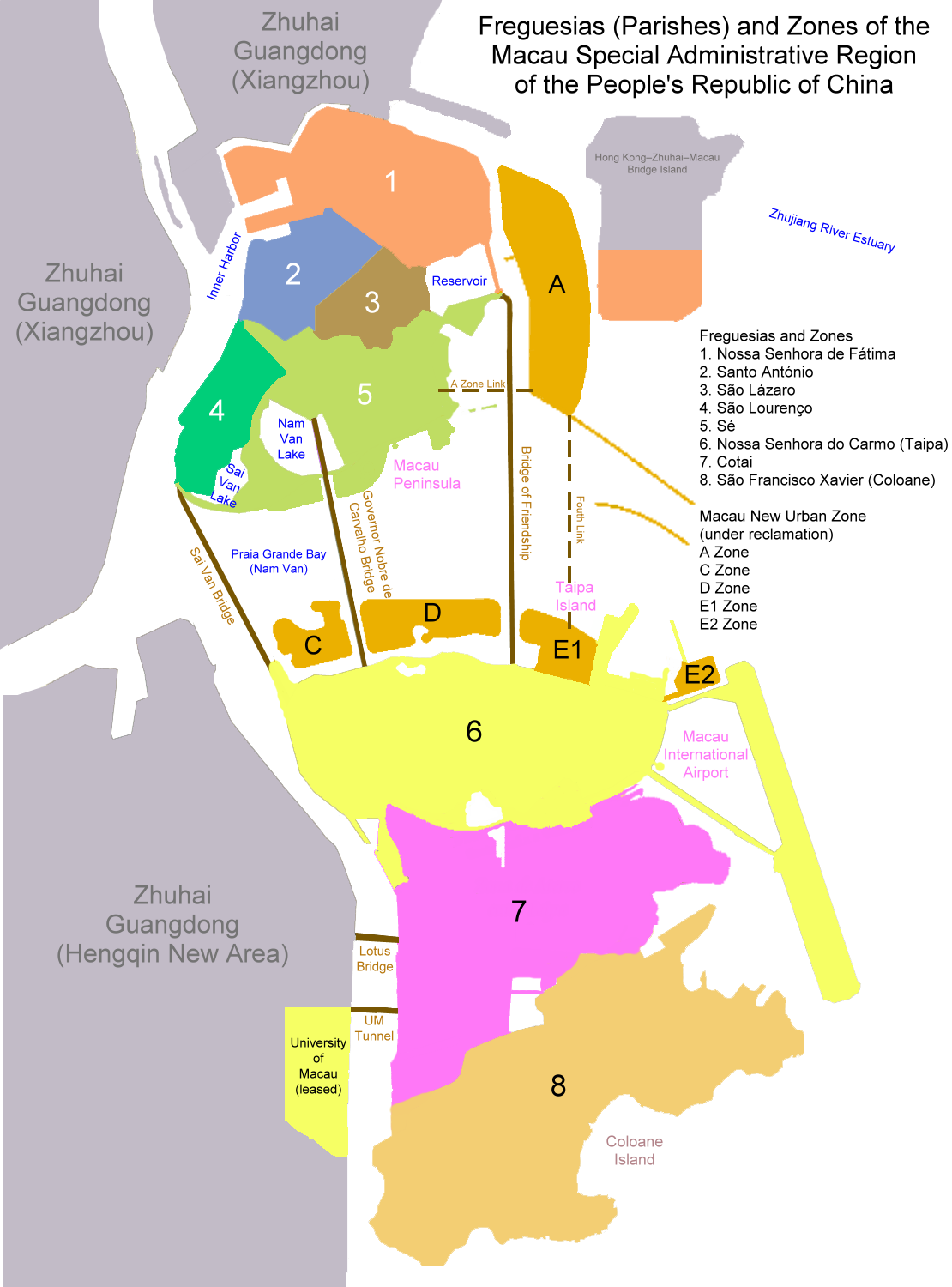
Phân cấp hành chính của Ma Cao

Về mặt hành chính, Ma Cao được chia thành bảy đường khu. Lộ Đãng Thành và các khu vực của Tân thành khu Ma Cao không được chia thành đường khu. Trước năm 2001, Ma Cao được chia thành hai đô thị (Đô thị Ma Cao và Đô thị Ilhas). Sau khi đơn vị đô thị bị bãi bỏ, Tổng cục Dân chính được thành lập nhằm cung cấp dịch vụ địa phương.
| Tiếng Bồ Đào Nha                                 | Tiếng Trung Quốc       | Diện tích (km2) |
| Đường khu                                        | Đường khu              | Đường khu       |
| ------------------------------------------------ | ---------------------- | --------------- |
| Nossa Senhora de Fátima                          | 花地瑪堂區             | 3.2             |
| Santo António                                    | 花王堂區               | 1.1             |
| São Lázaro                                       | 望德堂區               | 0.6             |
| São Lourenço                                     | 風順堂區               | 1.0             |
| Sé (bao gồm Khu B Tân Thành)                     | 大堂區 (包括新城B區)   | 3.4             |
| Nossa Senhora do Carmo (bao gồm Khu E Tân Thành) | 嘉模堂區 (包括新城E區) | 7.9             |
| São Francisco Xavier                             | 聖方濟各堂區           | 7.6             |
| Khu vực khác                                     |                        |                 |
| Cotai                                            | 路氹填海區             | 6.0             |
| Khu A Tân Thành                                  | 新城A區                | 1.4             |
| Cảng Chu Hải - Ma Cao HZMB                       | 港珠澳大橋珠澳口岸     | 0.7             |
| Đại học Ma Cao (khuôn viên Hoành Cầm)            | 澳門大學 (橫琴校區)    | 1.0             |

### Quân sự
Bộ đội đồn trú tại Ma Cao thuộc Quân Giải phóng Nhân dân phụ trách các nhiệm vụ quốc phòng tại Ma Cao. Chính quyền Ma Cao có thể yêu cầu sự hỗ trợ của Bộ đội đồn trú tại Ma Cao.

## Kinh tế
Nền kinh tế của Ma Cao là một nền kinh tế dịch vụ dựa trên sòng bạc và du lịch. Ma Cao có GDP lớn thứ 83 trên thế giới với tổng sản phẩm nội địa là 53,9 tỷ đô la Mỹ. GDP bình quân đầu người của Ma Cao là 69.430 đô la Mỹ vào năm 2023. Tuy nhiên, Ma Cao cũng có mức độ bất bình đẳng kinh tế cao. Ma Cao có ngành công nghiệp đánh bạc lớn nhất trên thế giới, với tổng doanh thu gấp bảy lần Las Vegas. Năm 2018, doanh thu từ ngành đánh bạc của Ma Cao đạt 37 tỷ đô la Mỹ. Nguồn thu thuế từ ngành đánh bạc tài trợ cho một hệ thống phúc lợi toàn diện và một khoản tiền mặt hàng năm cho cư dân của Ma Cao.(tr204)
Ma Cao là một thành viên sáng lập của Tổ chức Thương mại Thế giới và có quan hệ kinh tế, thương mại với trên 120 quốc gia, khu vực, đặc biệt là với Liên minh châu Âu và các quốc gia nói tiếng Bồ Đào Nha; Ma Cao cũng là một thành viên Quỹ Tiền tệ Quốc tế.. Sau khi Ma Cao được bàn giao về Trung Quốc vào năm 1999, số du khách từ đại lục đã gia tăng nhanh chóng do Trung Quốc tiến hành nới lỏng hạn chế đi lại. Việc Ma Cao tiến hành tự do hóa ngành công nghiệp đánh bạc vào năm 2001 đem đến một dòng vốn đầu tư đáng kể, tỷ lệ tăng trưởng kinh tế bình quân trong giai đoạn từ 2001 đến 2006 là xấp xỉ 13,1% mỗi năm.
Trong một báo cáo của Tổ chức Du lịch Thế giới năm 2006, Ma Cao xếp hạng 21 về số du khách và xếp thứ 24 về thu nhập từ du lịch. Từ con số 9,1 triệu du khách trong năm 2000, số lượt khách đến Ma Cao đã tăng lên 18,7 triệu vào năm 2005 và 22 triệu vào năm 2006, với trên 50% lượt khách đến từ Trung Quốc đại lục và 30% đến từ Hồng Kông.
Ngành công nghiệp đánh bạc tại Ma Cao bắt đầu vào năm 1962, khi đó ngành này chỉ bao gồm Sociedade de Turismo e Diversões de Macau do Hà Hồng Sân điều hành theo một giấy phép độc quyền của chính phủ. Sự độc quyền chấm dứt vào năm 2002 và một vài chủ casino từ Las Vegas đã nỗ lực tiến vào thị trường đánh bạc của Ma Cao. Với việc mở cửa Sands Macao, vào năm 2004 và Wynn Macau vào năm 2006, doanh thu đánh bạc từ các casino của Ma Cao đã trở nên rất phát đạt. Năm 2007, Venetian Macau, khi đó là công trình lớn thứ hai thế giới về không gian sàn, đã mở cửa cho công chúng, theo sau là MGM Grand Macau. Doanh thu của ngành đánh bạc đã biến Ma Cao thành thị trường casino hàng đầu thế giới, vượt qua Las Vegas. Đầu thập niên 2010, Ma Cao cũng tăng cường các hoạt động biểu diễn và giải trí cùng với kinh doanh đánh bạc, bao gồm chương trình biểu diễn nổi tiếng House of Dancing Water, các buổi hòa nhạc, triển lãm thương mại và nghệ thuật.
Ma Cao là một trung tâm tài chính ngoài khơi, một thiên đường thuế, và một cảng tự do với việc không có chế độ quản lý ngoại hối. Cục quản lý Tiền tệ Ma Cao điều hòa tài chính ngoài khơi, trong khi Viện Thương mại và Xúc tiến đầu tư Ma Cao quy định việc đầu tư tại Ma Cao. Năm 2007, Moody's Investors Service đã nâng xếp hạng quản lý nội và ngoại tệ của Ma Cao lên 'Aa3' từ 'A1', rằng nền tảng tài chính vững chắc của chính quyền Ma Cao giống như một chủ nợ ròng lớn. Cơ quan đánh giá cũng nâng hạng trần tiền gửi ngoại tệ của Ma Cao đến 'Aa3' từ 'A1'.
Theo quy định của Luật cơ bản Ma Cao, chính quyền Ma Cao phải tuân theo nguyên tắc giữ chi tiêu ở trong giới hạn các khoản thu khi lập ngân sách của mình, và cố gắng để đạt được một sự cân bằng tài chính, tránh thâm hụt ngân sách và giữ cho ngân sách tương xứng với tốc độ tăng trưởng GDP. Tất cả các thu nhập tài chính của Đặc khu hành chính Ma Cao sẽ được chính quyền đặc khu quản lý và kiểm soát mà không phải bàn giao cho chính phủ Trung ương ở Bắc Kinh. Chính phủ Trung ương không đánh bất kỳ khoản thuế nào ở đặc khu hành chính Ma Cao.
Từ năm 1999 đến nay, Macau đã được phép tự do hóa ngành công nghiệp sòng bạc (trước đây lĩnh vực này hoạt động dưới sự độc quyền của chính phủ Bồ Đào Nha), thu hút đầu tư, bắt đầu một giai đoạn phát triển kinh tế mới. Nền kinh tế Ma Cao tăng trưởng chóng mặt với tốc độ tăng trưởng hàng năm hai con số từ 2002 đến 2014, đưa Ma Cao trở thành một trong những nền kinh tế giàu nhất thế giới trên cơ sở bình quân đầu người.

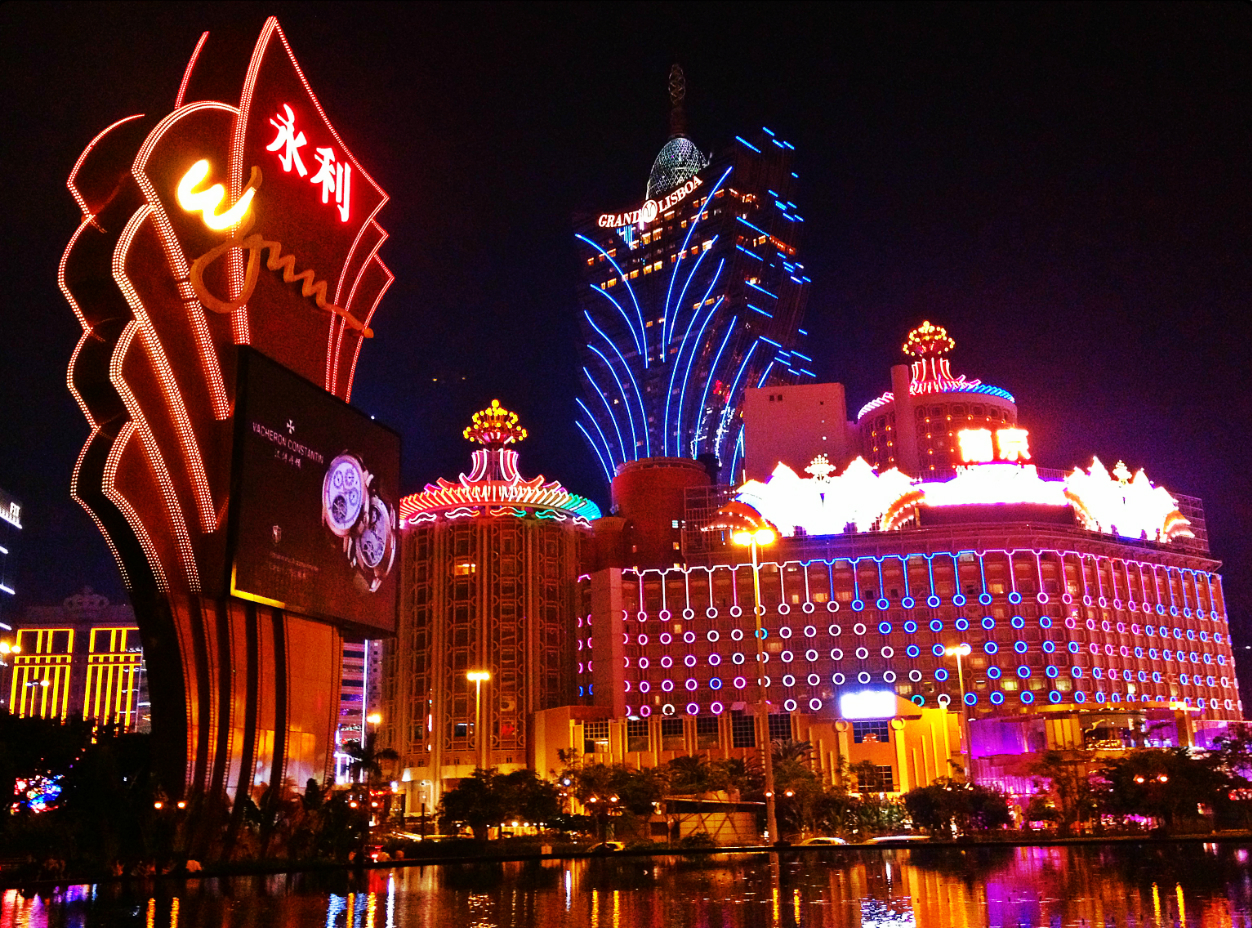
Du lịch và đánh bạc là những động lực chính của kinh tế Ma Cao
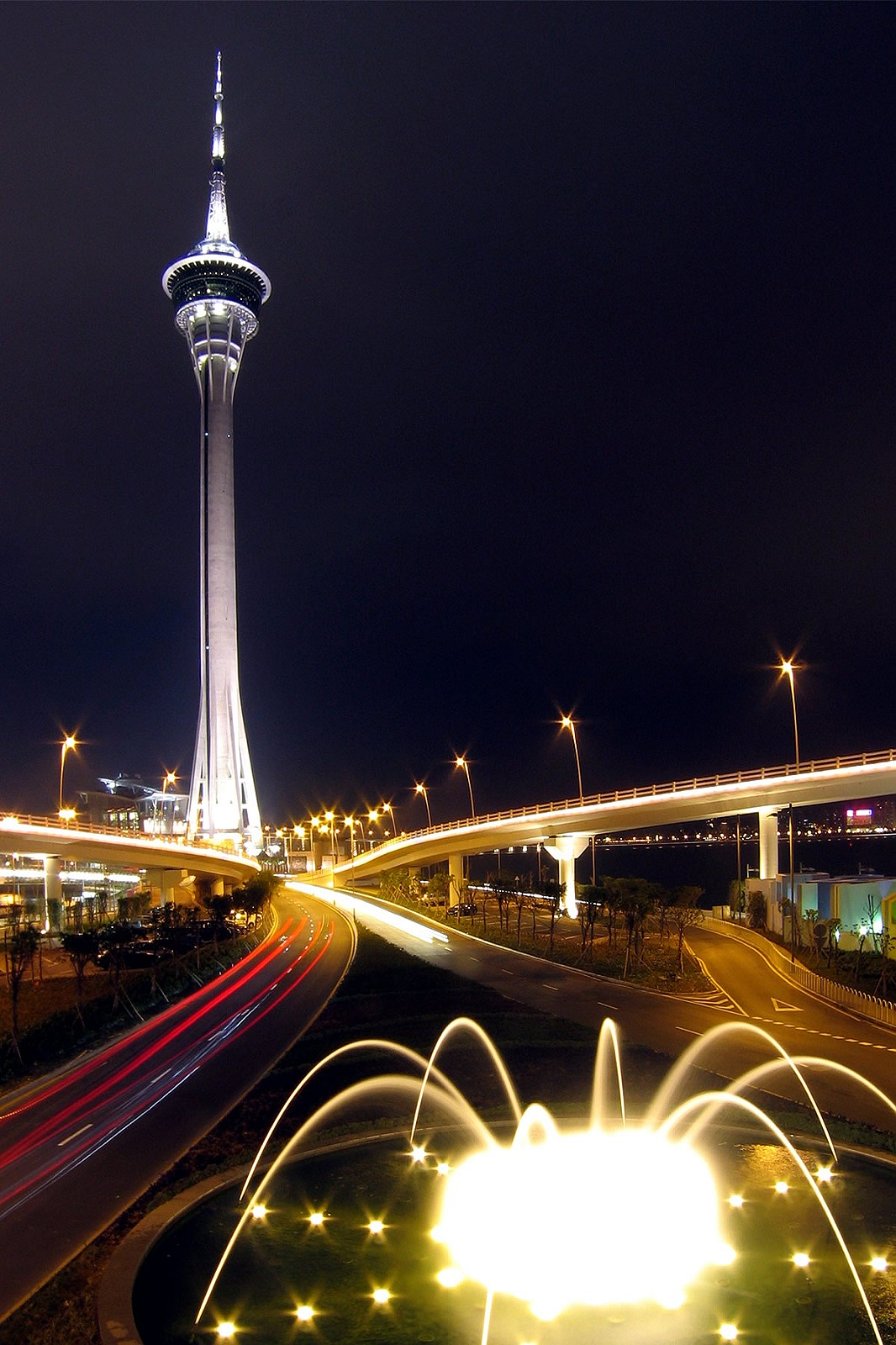
Quang cảnh Macau Tower vào ban đêm
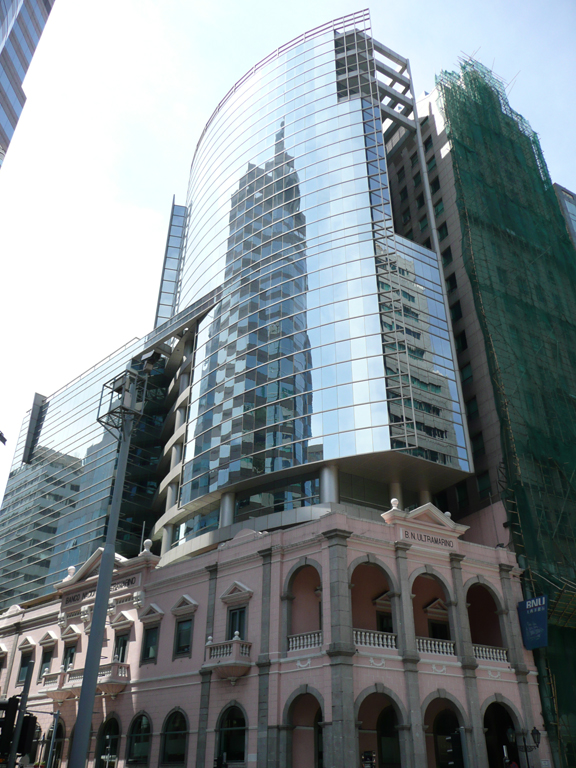
Khu Trung tâm thương mại Ma Cao. Tòa BNU tower.
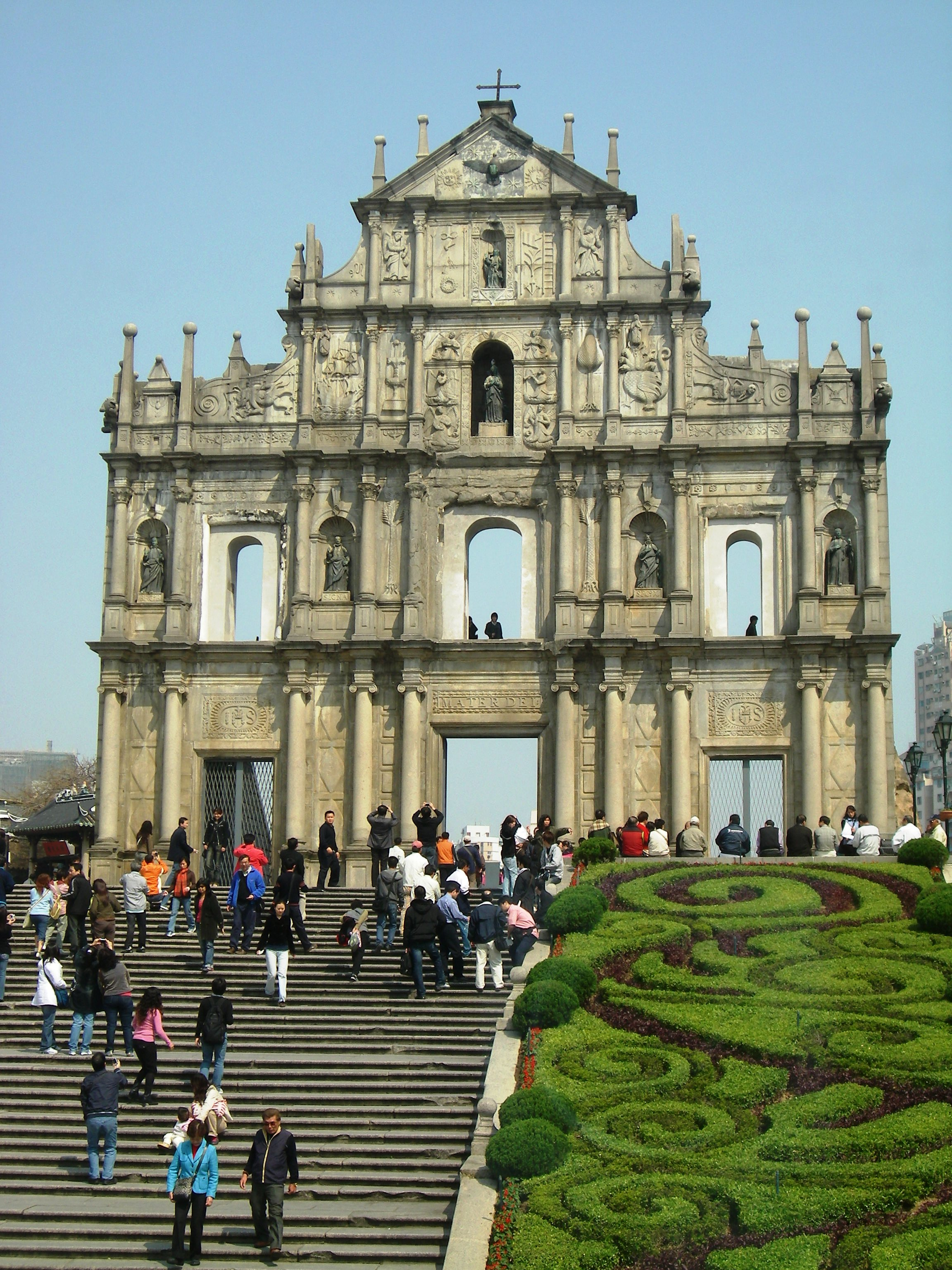
Di tích Thánh Phaolô, nguyên là mặt tiền của Nhà thờ Lớn Thánh Phaolô được xây dựng năm 1602.

### Giao thông

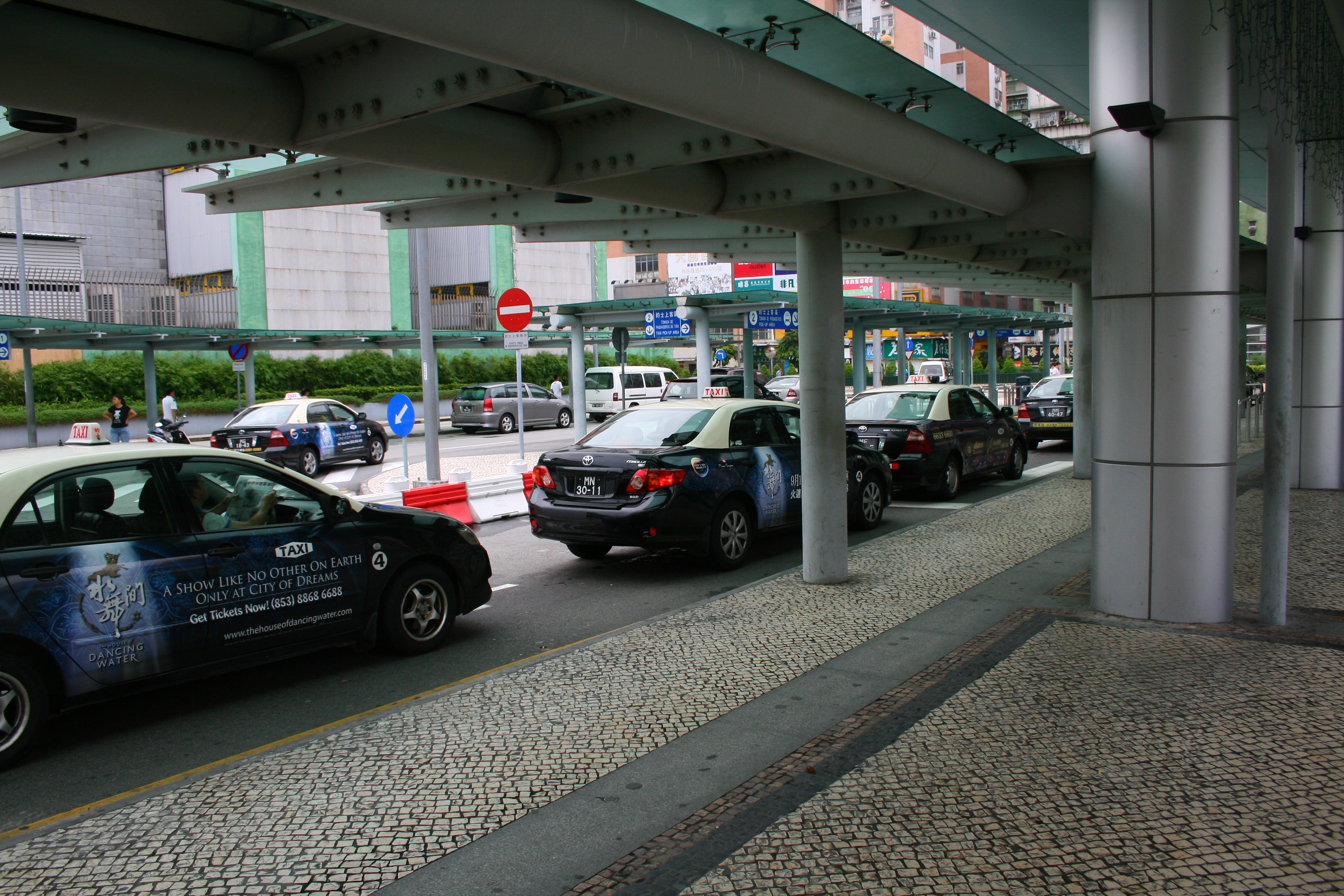
Taxi tại Ma Cao

Các phương tiện giao thông tại Ma Cao đi bên trái, không giống với cả Trung Quốc đại lục và Bồ Đào Nha. Ma Cao có một mạng lưới giao thông công cộng phát triển tốt, kết nối bán đảo Ma Cao, Lộ Đãng Thành, Đãng Tử, Lộ Hoàn. Xe buýt và taxi là các loại hình giao thông cộng cộng chính tại Ma Cao. Hiện có ba công ty mang tên Transmac, Transportas Companhia de Macau và Reolian Public Transport Co., hoạt động dịch vụ xe buýt công cộng tại Ma Cao. Xích lô cũng hiện diện tại Ma Cao, song nó chủ yếu phục vụ cho mục đích tham quan. Nhà khai thác dịch vụ xe buýt công cộng mới nhất là Reolian Public Transport Co., công ty này đã tiến vào thị trường Ma Cao vào ngày 1 tháng 8 năm 2011. Nhà khai thác này hoạt động trên các tuyến mà Transmac và Transportas Companhia de Macau cũng đang hoạt động.
Bến phà vận chuyển hành khách Ngoại Cảng cung cấp dịch vụ vận tải xuyên ranh giới cho những hành khách đi lại giữa Ma Cao và Hồng Kông, trong khi bến phà Áo Thông (Yuet Tung) tại Nội Cảng cung cấp dịch vụ cho các hành khách đi lại giữa Ma Cao và các thành phố tại Trung Quốc đại lục, bao gồm Xà Khẩu và Thâm Quyến.
Ma Cao có một sân bay quốc tế hoạt động, được gọi là sân bay quốc tế Ma Cao, nằm ở cực đông của Đãng Tử và vùng nước lân cận. Sân bay này từng là một trong những trung tâm quá cảnh chính đối với các hành khách đi lại giữa Trung Quốc đại lục và Đài Loan, song hiện nay giữa khai khu vực này đã khai thông các đường bay trực tiếp. Sân bay là trung tâm chính của Air Macau. Năm 2006, sân bay quốc tế Ma Cao đã phục vụ khoảng 5 triệu lượt hành khách.

## Nhân khẩu

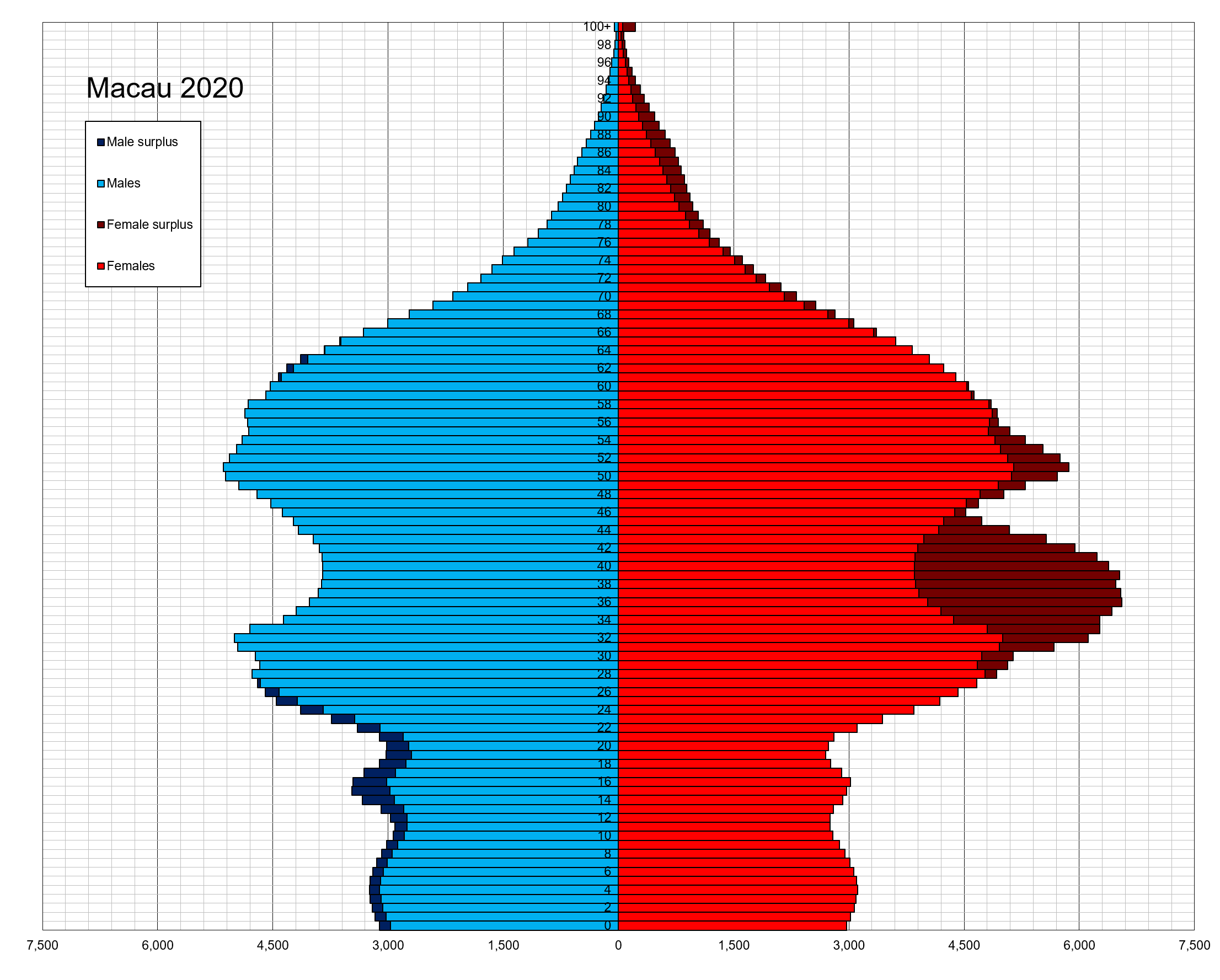
Tháp dân số Ma Cao vào năm 2020

Năm 2018, dân số của Ma Cao ước tính là 667.400 người. Với mật độ dân số 21.340 người trên kilômét vuông, Ma Cao là khu vực có mật độ dân số cao nhất trên thế giới. 

### Dân tộc
95% cư dân Ma Cao là người Hán; 2% khác là người Bồ Đào Nha và/hoặc hợp chủng Hán/Bồ Đào Nha, và một nhóm dân tộc thường được gọi là người Bồ thổ sinh. Theo điều tra năm 2006, 47% cư dân Ma Cao sinh ra tại Trung Quốc đại lục, trong đó 74,1% sinh tại Quảng Đông và 15,2% sinh tại Phúc Kiến. Trong khi đó, 42,5% cư dân Ma Cao sinh ra tại Ma Cao, và những người sinh ra tại Hồng Kông, Philippines và Bồ Đào Nha lần lượt chiếm 3,7%, 2,0% và 0,3%.

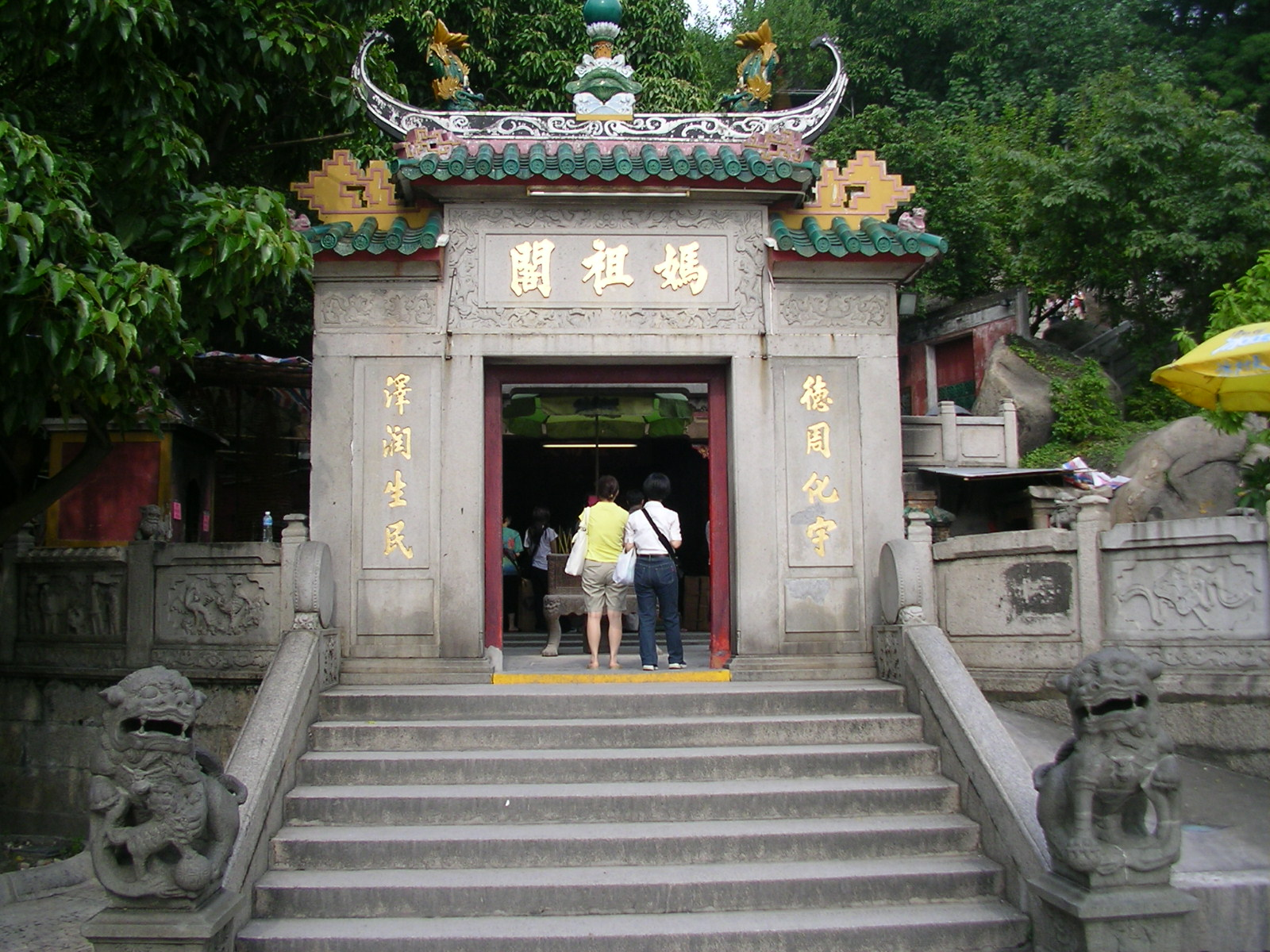
Miếu Ma Các, được xây dựng vào năm 1448 để thờ Ma Tổ.

Tăng trưởng dân số tại Ma Cao chủ yếu là do nhập cư từ Trung Quốc đại lục và dòng người lao động hải ngoại do tỷ suất sinh tại đây ở vào hàng thấp nhất thế giới.

### Ngôn ngữ
| Ngôn ngữ thường dùng tại nhà của người dân | Ngôn ngữ thường dùng tại nhà của người dân |
| ------------------------------------------ | ------------------------------------------ |
| Ngôn ngữ                                   | Tỷ lệ dân số                               |
| tiếng Quảng Đông                           | 85,7%                                      |
| Các phương ngữ tiếng Trung khác            | 6,7%                                       |
| tiếng Bồ Đào Nha                           | 0,6%                                       |
| Quan thoại                                 | 3,2%                                       |
| tiếng Anh                                  | 1,5%                                       |
| Khác                                       | 2,3%                                       |

Cả tiếng Trung (tiếng Quảng Đông) và tiếng Bồ Đào Nha đều là ngôn ngữ chính thức của Ma Cao. Ma Cao vẫn duy trì phương ngữ tiếng Bồ Đào Nha riêng của mình, được gọi là tiếng Bồ Đào Nha Ma Cao. Các ngôn ngữ khác như Quan thoại, tiếng Anh và tiếng Mân Nam cũng được một số cộng đồng bản địa nói. Tiếng Bồ thổ sinh Ma Cao, một ngôn ngữ Creole thường được gọi là Patuá, vẫn được vài chục người Ma Cao nói.

Từ khi Ma Cao có một nền kinh tế lấy du lịch làm động lực, 14,6% lực lượng lao động làm việc trong các nhà hàng và khách sạn, và 10,3% làm việc trong ngành công nghiệp đánh bạc. Với việc khai trương một số khu nghỉ dưỡng casino và đang tiến hành xây dựng các công trình lớn khác, nhiều lĩnh vực được tường trình là phải chịu cảnh thiếu lao động, và chính quyền Ma Cao đã tìm cách nhập khẩu lao động từ các khu vực lân cận.

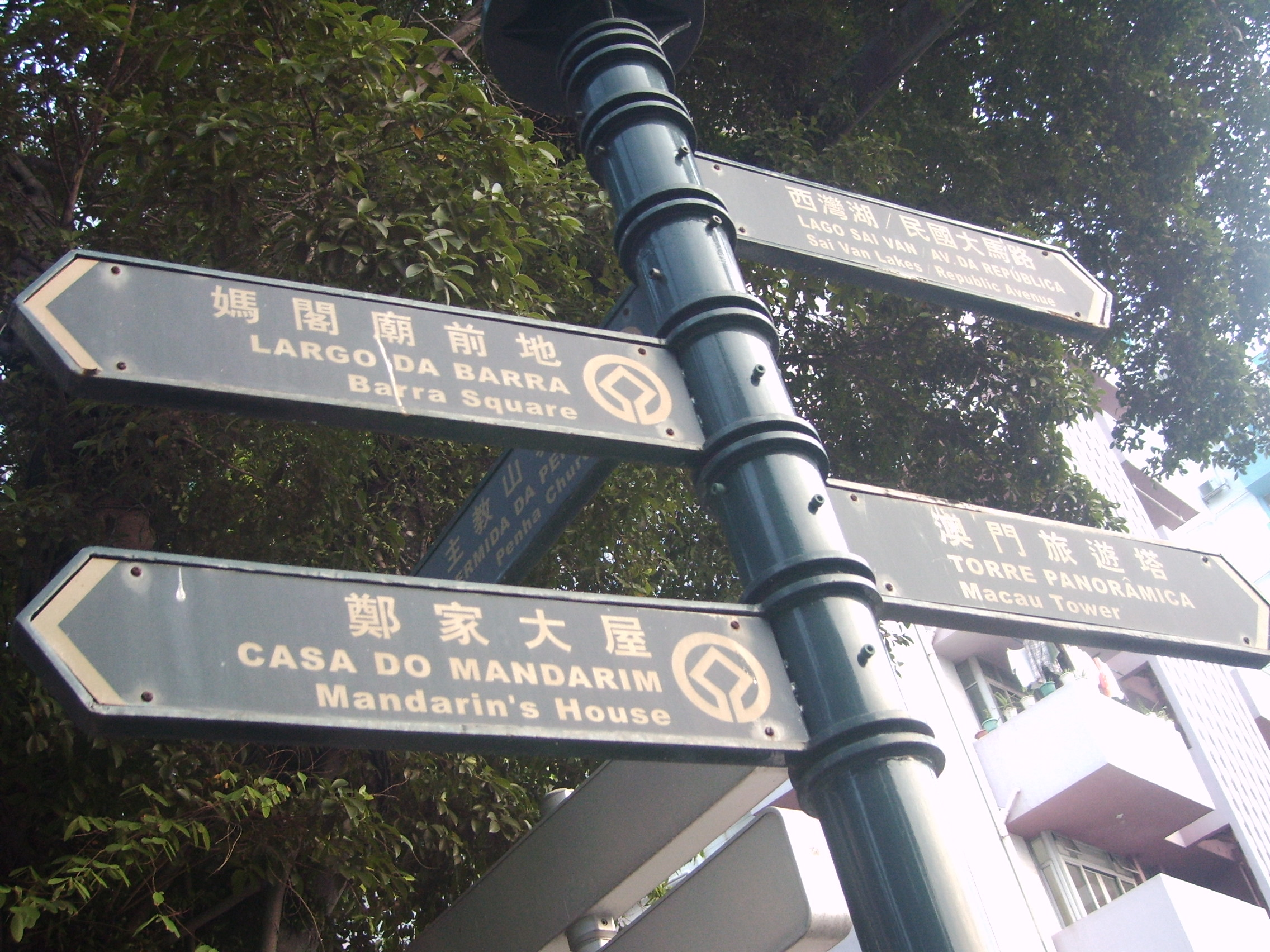
Nhiều biển hiệu sử dụng tên tiếng Trung và tiếng Bồ Đào Nha, tên tiếng Anh cũng được ghi.

Số lao động nhập khẩu đã lên mức cao kỷ lục 98.505 vào quý 2 năm 2008, tương ứng với hơn 25% lực lượng lao động tại Ma Cao. Một số lao động bản địa đã phàn nàn về việc thiếu việc làm do làn sóng lao động giá rẻ. Một số người cũng cho rằng vấn đề lao động bất hợp pháp là nghiêm trọng. Một mối quan tâm khác là việc gia tăng bất bình đẳng về thu nhập trong khu vực. Hệ số Gini của Ma Cao, một đơn vị đo độ bất bình đẳng thu nhập phổ biến, đã tăng từ 0,43 vào năm 1998 lên 0,48 vào năm 2006. Hệ số này ở mức cao hơn các khu vực lân cận, như tại Trung Quốc đại lục (0,447), Hàn Quốc (0,316) và Singapore (0,425).

### Tôn giáo
Tôn giáo tại Ma Cao (2012)
Theo kết quả điều tra chính thức, 80% dân số Ma Cao theo Phật giáo, 6,7% theo Kitô giáo và 13,7% theo tôn giáo khác, bao gồm Đạo giáo và Nho giáo. Dưới 1% dân số theo những tôn giáo thiểu số như Ấn Độ giáo, Do Thái giáo và Hồi giáo.

### Giáo dục

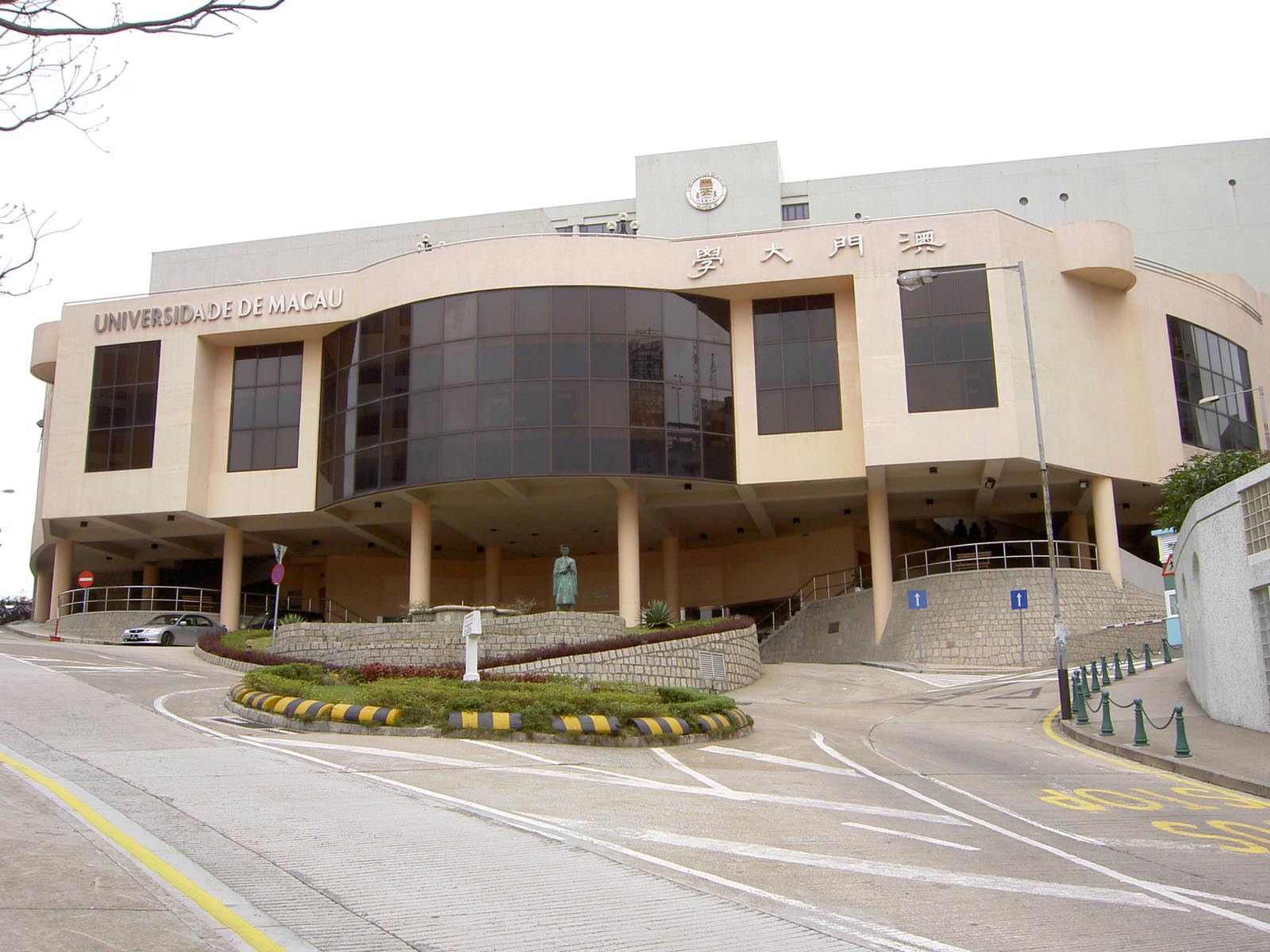
Tòa nhà hành chính của Đại học Ma Cao, đại học hiện đại đầu tiên trong khu vực.

Giáo dục là miễn phí đối với cư dân Ma Cao trong 15 năm, bao gồm ba năm nhà trẻ, sau đó là sáu năm giáo dục tiểu học và sáu năm giáo dục trung học. Tỷ lệ biết chữ của Ma Cao là 93,5%. Những người mù chữ chủ yếu là những cư dân cao tuổi; thế hệ trẻ tuổi, chẳng hạn như trong độ tuổi 15–29, có tỷ lệ biết chữ trên 99%. Hiện nay, chỉ có duy nhất một trường học tại Ma Cao sử dụng tiếng Bồ Đào Nha làm chuyển ngữ.
Ma Cao không sở hữu hệ thống giáo dục phổ quát của riêng mình; ngoại trừ các trường bậc cao ra, các trường học còn lại hoặc là theo hệ thống giáo dục của Anh, Trung Quốc, hoặc của Bồ Đào Nha. Hiện nay có 10 thể chế giáo dục bậc cao tại khu vực, bốn trong số chúng là thể chế công. Năm 2006, Chương trình đánh giá học sinh quốc tế, một cuộc khảo sát trên phạm vi toàn thế giới về thành tích giáo dục của học sinh 15 tuổi phối hợp với OECD, đã xếp Ma Cao đứng thứ năm và thứ sáu về khoa học và giải quyết vấn đề, tương ứng. Tuy nhiên, mặt bằng giáo dục của Ma Cao đứng ở mức thấp trong số các khu vực có thu nhập cao. Theo điều tra dân số năm 2006, trong số các cư dân Ma Cao bằng và trên 14 tuổi, chỉ 51,8% có trình độ giáo dục trung học và 12,6% có trình độ giáo dục bậc cao (cao đẳng hay đại học).
Điều 121 Luật Cơ bản Ma Cao quy định chính phủ Ma Cao tự xây dựng chính sách giáo dục, bao gồm các chính sách liên quan đến hệ thống và sự quản lý giáo dục, ngôn ngữ giảng dạy, phân bổ kinh phí, hệ thống khảo thí, công nhận học vị và hệ thống các giải thưởng học thuật để thúc đẩy phát triển giáo dục. Phù hợp với luật cơ bản, chính quyền Ma Cao sẽ dần dần thiết lập một hệ thống giáo dục nghĩa vụ. Các tổ chức cộng đồng và cá nhân có thể điều hành các công việc giáo dục trong các loại hình khác nhau theo quy định của pháp luật.

### Y tế
Tuổi thọ trung bình của Ma Cao là 81,6 tuổi đối với nam và 87,7 tuổi đối với nữ vào năm 2018, là tuổi thọ trung bình cao thứ tư trên thế giới. Ung thư, bệnh tim mạch và bệnh hô hấp là nguyên nhân tử vong chính của Ma Cao. Hầu hết các dịch vụ y tế của nhà nước chủ yếu là miễn phí và chính phủ trợ giá cho những dịch vụ khác. Tỷ lệ tử vong trẻ sơ sinh của Ma Cao nằm ở hàng thấp nhất thế giới.
Người dân Ma Cao có một bệnh viện công lớn là Bệnh viện Conde S. Januário (仁伯爵綜合醫院), và một bệnh viện tư lớn là Bệnh viện Kính Hồ (鏡湖醫院), cả hai đều nằm trên bán đảo Ma Cao, cùng với chúng là một bệnh viện đại học mang tên Bệnh viện Khoa Đại (科大醫院) tại Lộ Đãng Thành. Bên cạnh các bệnh viện này, Ma Cao cũng có một rất nhiều các trung tâm y tế cung cấp chăm sóc sức khỏe cơ bản một cách miễn phí cho các cư dân. Ngoài ra, Đông y cũng hiện diện tại Ma Cao.
Hiện nay, không có bệnh viện nào tại Ma Cao được đánh giá một cách độc lập thông qua kiểm định chăm sóc sức khỏe quốc tế. Không có trường tây y tại Ma Cao và do đó tất cả những ai muốn trở thành bác sĩ sẽ phải tiếp nhận giáo dục và lấy chứng chỉ ở nơi khác. Các y tá địa phương được đào tạo tại Viện Bách khoa Ma Cao và Cao đẳng Điều dưỡng Kính Hồ.
Cục Y tế Ma Cao là đơn vị chịu trách nhiệm chính trong việc phối hợp hoạt động giữa các tổ chức công và tư trong lĩnh vực y tế công cộng, đảm bảo sức khỏe của các công dân thông qua các dịch vụ chuyên dụng và chăm sóc sức khỏe ban đầu, cũng như ngăn ngừa dịch bệnh và nâng cao sức khỏe. Trung tâm Kiểm soát và Ngăn ngừa bệnh tật Ma Cao đã được thành lập vào năm 2001, giám sát hoạt động của các bệnh viện, các trung tâm y tế, và trung tâm truyền máu tại Ma Cao. Thể chế này cũng quản lý cơ quan chăm sóc sức khỏe và phòng ngừa bệnh tật ảnh hưởng đến dân cư, thiết lập nguyên tắc chỉ đạo đối với những bệnh viện và người cung cấp dịch vụ chăm sóc sức khỏe tư nhân, và phát hành giấy phép.

## Văn hóa

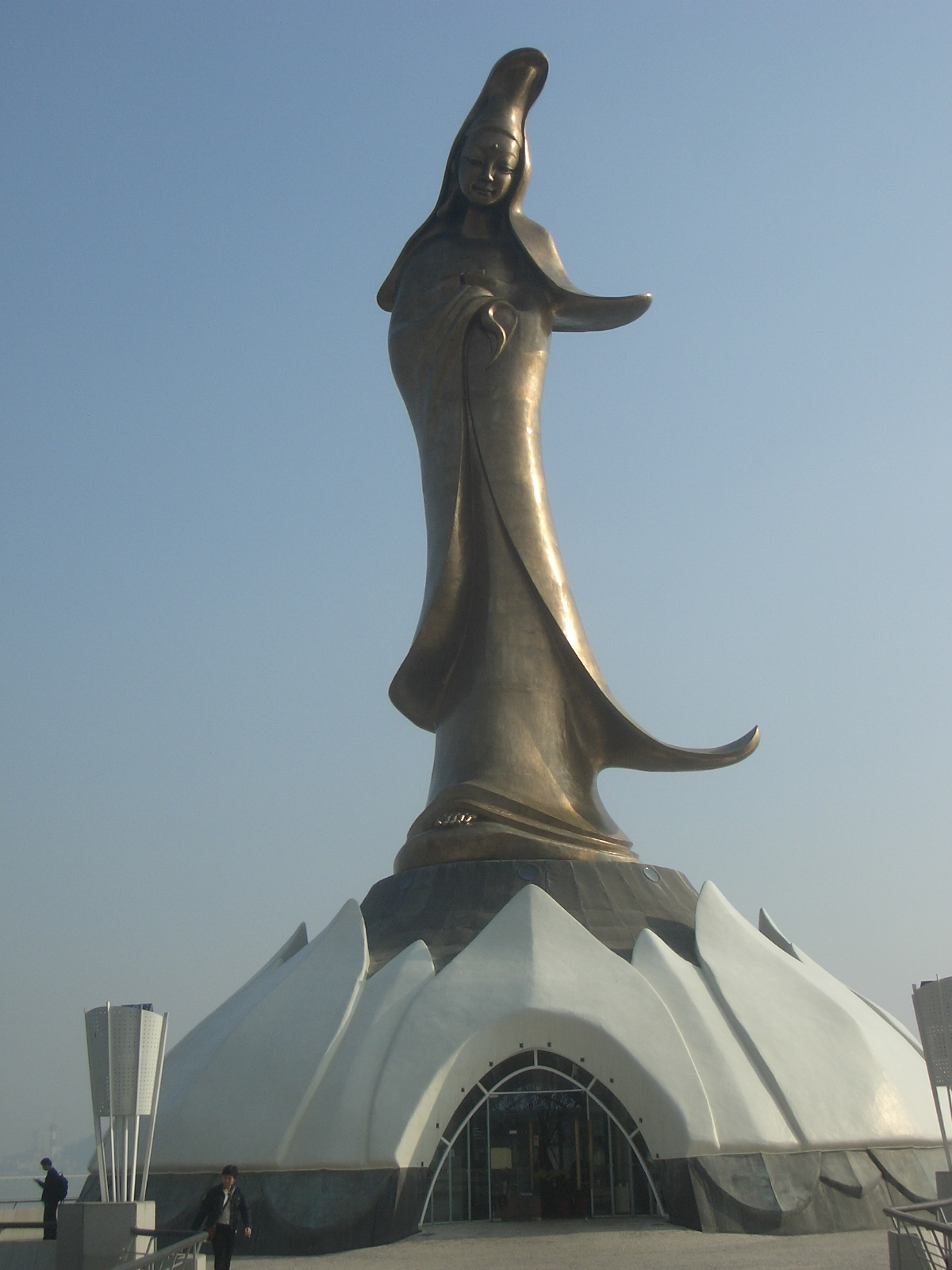
Tượng Quan Âm tại Ma Cao, một sự pha trộn giữa hình ảnh truyền thống của Quan Âm và Mẹ Maria.

Sự pha trộn giữa truyền thống văn hóa và tôn giáo Trung Hoa và Bồ Đào Nha trong hơn bốn thế kỷ đã biến Ma Cao thành một tập hợp độc đắc gồm các ngày nghỉ, lễ hội và sự kiện. Sự kiện lớn nhất trong năm là Macau Grand Prix vào tháng 11, khi những đường phố chính tại bán đảo Ma Cao trở thành đường đua ô tô Công thức 1 tương tự như Monaco Grand Prix. Các sự kiện thường niên khác bao gồm lễ hội Nghệ thuật Ma Cao được tổ chức vào tháng 3, thi trình diễn pháo hoa quốc tế vào tháng 9, lễ hội Âm nhạc quốc tế trong tháng 10 và/hoặc tháng 11, và Marathon quốc tế Ma Cao vào tháng 12.
Tết Nguyên Đán là lễ hội truyền thống quan trọng nhất, nó thường diễn ra vào cuối tháng một hoặc đầu tháng 2 dương lịch. Bồ Đề Viên (菩提園) tại Đãng Tử là nơi tổ chức lễ hội thần Thổ Địa vào tháng 2. Đám rước Cuộc thương khó của Giêsu là nghi thức và hành trình Công giáo nổi tiếng, đám diễu hàng đi từ Nhà thờ Thánh Austin đến Nhà thờ chính tòa, cũng được tổ chức vào tháng 2.
Ẩm thực địa phương của Ma Cao là một sự pha trộn giữa ẩm thực Quảng Đông và ẩm thực Bồ Đào Nha. Nhiều món ăn độc đáo là kết quả của những pha trộn nguyên liệu khi vợ của các thủy thủ Bồ Đào Nha cố gắng tái tạo nên những món ăn Âu. Thành phần và gia vị của nó đến từ châu Âu, Nam Mỹ, châu Phi, Ấn Độ, và Đông Nam Á, cũng như những thành phần bản địa Trung Hoa. Điểm đặc trưng là thực phẩm Ma Cao được ướp gia vị với các gia vị và hương liệu khác nhau bao gồm nghệ, nước cốt dừa, quế và cá tuyết phơi khô ướp muối, cho ra mùi thơm và vị đặc biệt. Các món ăn nổi tiếng của Ma Cao bao gồm Galinha à Portuguesa, Galinha à Africana (gà Phi), Bacalhau, tôm cay Ma Cao và cua cà ri xào. Bánh sườn cốt lết (豬扒包), sữa gừng đông (薑汁撞奶) và trứng chua cay (蛋撻) cũng rất phổ biến tại Ma Cao.
Ma Cao bảo tồn được nhiều di tích lịch sử trong khu vực đô thị. Khu lịch sử Ma Cao bao gồm khoảng 25 địa điểm lịch sử, được liệt kê chính thức là một Di sản thế giới của UNESCO vào ngày 15 tháng 7 năm 2005 trong kỳ họp thứ 29 của Ủy ban Di sản Thế giới, được tổ chức tại Durban, Nam Phi.

### Thể thao
Ủy ban Thể thao và Olympic Ma Cao được thành lập vào năm 1987 và đã cố gắng ghi danh vào Ủy ban Olympic Quốc tế kể từ khi thành lập, nhưng vẫn chưa được chính thức công nhận, và cho đến nay Ma Cao vẫn chưa có vận động viên nào được tham gia Thế vận hội Olympic dưới tên "Ma Cao, Trung Quốc" (trái ngược với đoàn thể thao của Hồng Kông). Tuy nhiên, họ đã tham gia vào Paralympic Games.
Bóng đá là môn thể thao phổ biến nhất tại Ma Cao, và trên bình diện quốc tế, lãnh thổ này có Đội tuyển bóng đá quốc gia Ma Cao. Môn thể thao phổ biến khác tại Ma Cao là khúc côn cầu giày trượt, nó thường được người Bồ Đào Nha chơi. Ma Cao luôn tham gia vào giải vô địch khúc côn cầu giày trượt thế giới ở hạng B. Đội tuyển quốc gia của Ma Cao là đội khúc côn cầu giày trượt mạnh nhất châu Á và đã có nhiều danh hiệu vô địch khúc côn cầu giày trượt châu Á. Giải đua ô tô công thức 1 Macau Grand Prix được cho là sự kiện thể thao quốc tế quan trọng nhất tại Ma Cao. Đại hội Thể thao châu Á Trong nhà 2007 cũng được tổ chức tại đây.

## Các thành phố kết nghĩa
- Lisboa, Bồ Đào Nha
- Porto, Bồ Đào Nha
- Brussels, Bỉ (thỏa thuận hữu nghị)
- São Paulo, Brasil
- Đà Nẵng, Việt Nam (thỏa thuận hữu nghị)
- Luanda, Angola (thỏa thuận hữu nghị)
- Coimbra, Bồ Đào Nha
- Linköping, Thụy Điển